# Callophrys mystaphia
Callophrys mystaphia är en fjärilsart som beskrevs av Miller 1912. Callophrys mystaphia ingår i släktet Callophrys och familjen juvelvingar. Inga underarter finns listade i Catalogue of Life.